# École de cinéma Mel-Hoppenheim
L'École de cinéma Mel-Hoppenheim (anglais : Mel Hoppenheim School of Cinema ou MHSoC) est l'école d'études cinématographiques de la Faculté des beaux-arts de l’Université Concordia à Montréal. Il donne des cours universitaires en animation, production de films et études cinématographiques.
En 1997, Mel Hoppenheim a fait don d’un million de dollars à l’Université Concordia qui a servi à ouvrir une école de cinéma portant son nom,,.
Un département de cinéma a été créé à l'université en 1974, avec un programme d'études supérieures initié plus tard.